# Brasilucanus acomus
Brasilucanus acomus is een keversoort uit de familie vliegende herten (Lucanidae). De wetenschappelijke naam van de soort is voor het eerst geldig gepubliceerd in 1984 door Ratcliffe.